# Albizia adinocephala
Albizia adinocephala är en ärtväxtart som först beskrevs av John Donnell Smith, och fick sitt nu gällande namn av Samuel James Record. Albizia adinocephala ingår i släktet Albizia och familjen ärtväxter. Inga underarter finns listade i Catalogue of Life.